# Anatolij Łariukow
Anatolij Łariukow (ur. 28 października 1970) – judoka. W barwach Białorusi brązowy medalista olimpijski z Sydney.
Zawody w 2000 były jego pierwszymi igrzyskami olimpijskimi. Zajął trzecie miejsce w wadze lekkiej, do 73 kilogramów. Na mistrzostwach Europy zdobył trzy medale: złoto w 2002 i brąz 2003 dla Białorusi, srebro w 1997 dla Rosji. Brał udział w igrzyskach w 2004.